# Meroplius hastifer
Meroplius hastifer är en tvåvingeart som beskrevs av Seguy 1938. Meroplius hastifer ingår i släktet Meroplius och familjen svängflugor.
Artens utbredningsområde är Kenya. Inga underarter finns listade i Catalogue of Life.